# Gerhard Urain
Gerhard Urain (* 30. August 1972 in Rottenmann) ist ein ehemaliger österreichischer Skilangläufer. Er war von 1992 bis 2005 im Weltcup aktiv.

## Leben
Sein Stammverein ist der SC Rottenmann. In seiner aktiven Zeit als Spitzensportler konnte er einige Male in die Weltcup-Punkteränge und unter die Top Ten im Langlauf-Weltcup laufen. Seine größten Erfolge im Weltcup stellen zwei sechste Plätze (einer davon in der Staffel) sowie drei Achte Plätze im Jahr 2000 dar. Im März 2000 gewann er den Engadin Skimarathon.
Bei Großereignissen konnte er mit einem vierten Platz in der Herrenstaffel bei den Olympischen Spielen in Salt Lake City im Jahr 2002 sein bestes Ergebnis einfahren.

## Teilnahmen an Weltmeisterschaften und Olympischen Winterspielen

### Olympische Spiele
- 1998 Nagano: 14. Platz 10 km klassisch, 16. Platz 25 km Verfolgung, 43. Platz 30 km klassisch
- 2002 Salt Lake City: 4. Platz Staffel, 23. Platz 30 km Freistil Massenstart, 41. Platz 15 km klassisch

### Nordische Skiweltmeisterschaften
- 1993 Falun: 37. Platz 10 km klassisch, 45. Platz 25 km Verfolgung
- 1995 Thunder Bay: 5. Platz Staffel, 28. Platz 25 km Verfolgung, 31. Platz 30 km klassisch, 31. Platz 50 km Freistil, 69. Platz 10 km klassisch
- 2001 Lahti: 5. Platz Staffel, 17. Platz 15 km klassisch, 18. Platz 30 km klassisch
- 2005 Oberstdorf: 23. Platz 50 km klassisch Massenstart, 31. Platz 15 km Freistil